# Stechpaddel

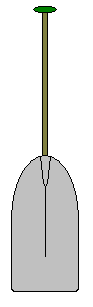
Stechpaddel mit Spatengriff (schematisch)

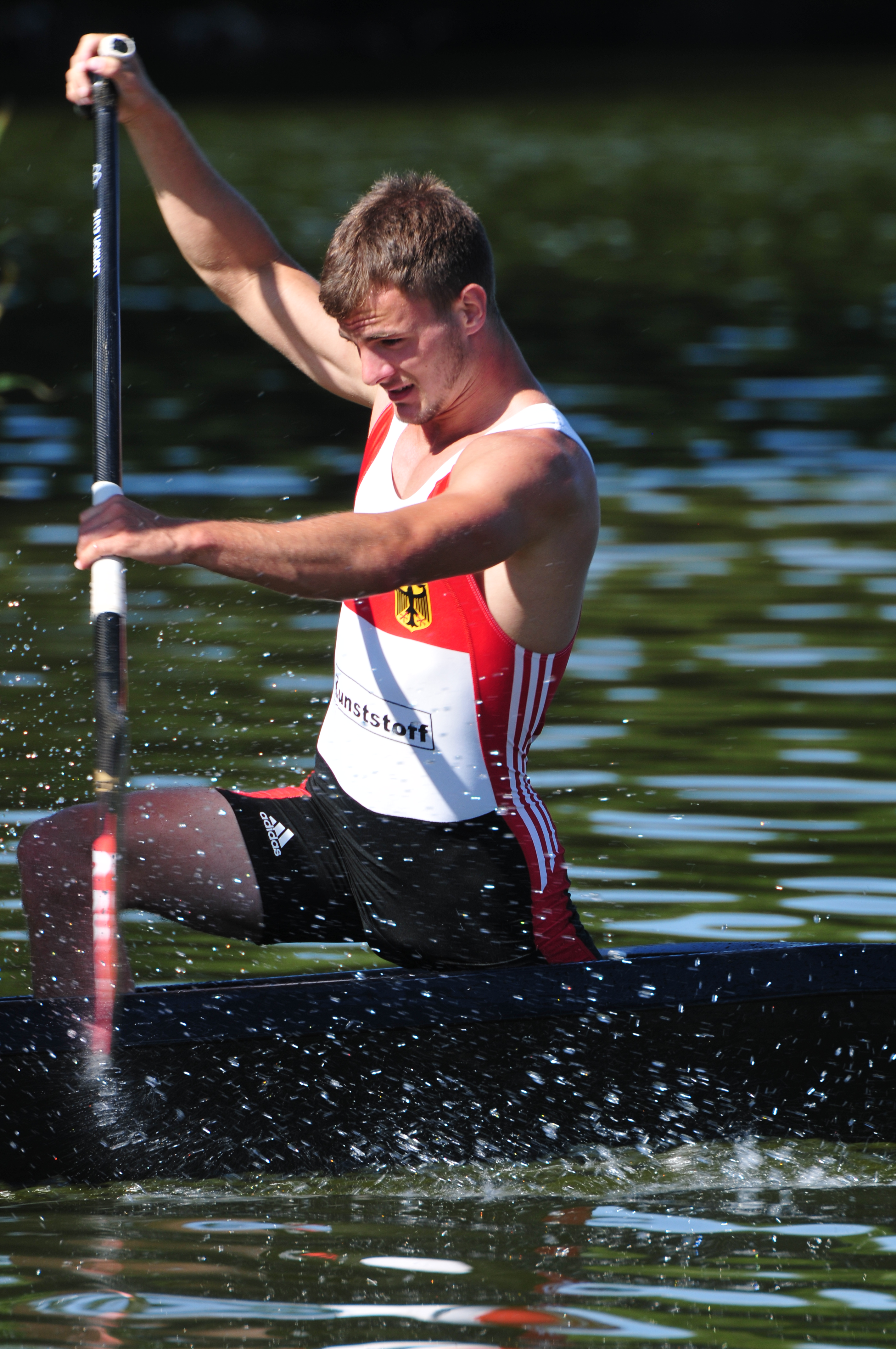
Stechpaddel im Kanusport

Das Stechpaddel dient der Fortbewegung  z. B. eines Kanadiers, Drachenbootes oder Auslegerkanus durch Muskelkraft. Das Stechpaddel besteht aus einem Schaft, an dessen Enden sich ein Knauf für die Hand und ein Paddelblatt zur Übertragung der Kraft auf das Wasser befinden. Der Knauf ist teilweise ein T-Griff bzw. Spatengriff (meist bei Kunststoffpaddel), teilweise ein Palmgriff (vielfach bei Holzpaddel). Zur näheren Beschreibung der Paddelteile siehe Paddel.
Stechpaddel gibt es in unterschiedlichen Paddellängen, die durch die Schaftlänge und die Blattlänge bestimmt wird. Die richtige Paddellänge ist abhängig vom Einsatzbereich: Wildwasserpaddel haben ein kurzes, breites Paddelblatt, Wanderpaddel für Seen ein schmales langes. Die Paddellänge ist auch abhängig von der Sitzhaltung und -höhe im Boot: Rennkanadier werden aufrecht kniend gepaddelt und brauchen daher Paddel mit einem längeren Schaft. Als allgemein verwendete Methode für die richtige Paddellänge gilt: Das Paddel sollte beim stehenden Paddler etwa bis zum Kinn reichen. Diese Methode berücksichtigt aber nur die Gesamtlänge des Paddels, nicht aber die Einzellängen von Schaft und Blatt. Eine zuverlässigere Methode ist, die richtige Paddellänge nur an der Schaftlänge zu messen. Die soll beim im Kanu sitzenden Paddler vom Bootsboden bis zum Kinn reichen.
Vielfältige Paddelschläge erlauben es dem geübten Paddler nicht nur, alleine im Boot ohne Seitenwechsel des Stechpaddels stetig geradeaus zu fahren, sondern auch eine vielseitige Beweglichkeit bis hin zum Kanuballett.

## Material und Ausführung
Stechpaddel werden im Handel in verschiedenen Formen und aus unterschiedlichen Materialien gefertigt.
Beim Knauf unterscheidet man den Spatengriff (T-Griff) und den Palmgriff. Der T-Griff kommt vorwiegend in bewegtem Wasser zum Einsatz während ein Palmgriff auf Flachwasser Verwendung findet. Die Paddel unterscheiden sich zudem in den Längen und Breiten der Paddelblätter. Lange schmale Paddelblätter können in tiefem Wasser eingesetzt werden während eher breite kurze Formen vorwiegend im Wildwasser benutzt werden.
Die Palette der verwendeten Materialien reicht vom traditionellen Holz bis in zu modernen Materialien wie Composit, Kevlar, PU-Schaum  (RIM-Paddel).

### Holz
Vor Einführung moderner Holzleime konnten stabile Paddelblätter nur in begrenzter Breite angefertigt werden. Traditionelle Beavertail- oder Ottertailpaddel spiegeln diesen Entwicklungsschritt wider – sie eignen sich fortwährend für das Paddeln auf tieferen Gewässern, da sie die fehlende Breite des Blatts durch größere Länge wettmachen. Vielfach werden mit ihnen Paddeltechniken betrieben, die eine Rückführung des Paddels im Wasser beinhalten (Canadian Style, Indian-Stroke).

### Kunststoff
Besonders preiswerte Paddel werden als Kombination aus einem Aluminiumschaft mit Knauf und Blatt aus einfachem Polystyrol (PS) hergestellt. Sie sind allenfalls geeignet als Kinderpaddel oder für ein Badeboot.
Darüber hinaus gibt es aber auch Paddel mit Kunststoffblättern, die widerstandsfähiger sind.

### GFK
Paddel mit einem Blatt aus glasfaserverstärktem Kunststoff (GFK) sind robust und widerstandsfähig. Sie haben in der Regel einen Aluminiumschaft.
Zur Wärmeisolation sollte der Schaft mit Kunststoff-Schrumpfschlauch überzogen sein.